# Smolensk
Smolensk (russisk: Смоленск [smʌˈlʲensk], tr. Smolensk) er en by i det vestlige Rusland, administrativt center i Smolensk oblast med 312.896(2023) indbyggere.

## Etymologi
Navnet er enten afledt af navnet på floden Smolnij (oprindelsen af flodens navn er mindre klart) eller det gamle slaviske ord "смоль" (smol) for sort jord, som kan have farvet vandet i Smolnij. Et alternativ kan være det russiske ord "смола" (smola), som betyder harpiks, tjære eller beg. Fyrretræer vokser i området, og byen var engang centrum for forarbejdning af og handel med harpiks. Den byzantinske kejser Konstantin VII (905-959) benyttede navnet Μιλινισκα (tr. Miliniska).

## Geografi
Smolensk ligger ved bredden af floden Dnepr 378 km (ad landevejen 410 km) syd-vest for Moskva. Byen er adminstrativt center for provinsen Smolensk oblast. Byen har en gunstig geografisk placering på ruterne fra Moskva til Hviderusland, Baltikum samt landene i Central- og Vesteuropa.

### Klima
Smolensk har tempereret fastlandsklima med januartemperatur på – 7,5 °C og julitemperatur på + 18 °C. Nedbøren er på 761 mm pr. år.

## Historie
Byen er blandt Ruslands ældste og nævnes første gang i 863 . Gennem tiderne er byen er blevet angrebet adskillige gange af  Polske og litauiske hære, senest i 1654 og Napoleons hær i 1812. Byen blev stærkt ødelagt under kampene mod tyskerne under Anden Verdenskrig.

## Erhverv
Smolensk ligger centralt med gode jernbaneforbindelser og flodtrafik til bl.a. Sortehavet. De største handelsvarer er landbrugsprodukter, maskiner, metaller, møller, fødevarer og tekstiler – herunder hørlinned. Ruslands største væveri er her.

## Kultur og seværdigheder
I Smolensk findes højere læreanstalter og kunstmuseer.
Fæstningsmuren fra 1596, Peter Paul Kirken fra 1100-tallet og Opstandelseskatedralen fra 1677.
Nær Smolensk findes kunstnerkolonien Talashkino med den berømte Helligånds Kirke.

### Kendte personer fra Smolensk
Komponisten Mikhail Glinka er født ved Smolensk, og hvert år fra 1. til 10. juni afholdes Glinka musikfestivalen.
Matematikeren Andrej Nikolajevitj Tikhonov og barytonen Eduard Khil er fra Smolensk.

## Galleri
- Et kig ud over byen i 1912
- Smolensks Kreml

## Venskabsbyer
| - Trgovisjtje, Bulgarien - Tulle, Frankrig - Vitebsk, Hviderusland - Warszawa, Polen | - Tomsk, Rusland - Kragujevac, Serbien - Hagen, Tyskland - Kertj, Ukraine/Rusland | - Kherson, Ukraine - Zjytomyr, Ukraine - Colorado Springs, USA - Woodstock, USA |

Desuden er Smolensk medlem af det kulturelle samarbejde, "det nye Hansaforbund", "Städtebund DIE HANSE".